# Parahendersonia
Parahendersonia är ett släkte av svampar. Parahendersonia ingår i familjen Leptosphaeriaceae, ordningen Pleosporales, klassen Dothideomycetes, divisionen sporsäcksvampar och riket svampar.
|                 | Coniothyrium                                                                              |
|                 |                                                                                           |
|                 | Leptosphaeria                                                                             |
|                 |                                                                                           |
|                 | Ophiobolus                                                                                |
|                 |                                                                                           |
| Parahendersonia | \| \| Parahendersonia dasylirii \| \| \| \| \| \| Parahendersonia trachycarpa \| \| \| \| |
|                 | \| \| Parahendersonia dasylirii \| \| \| \| \| \| Parahendersonia trachycarpa \| \| \| \| |
|                 | Plenodomus                                                                                |
|                 |                                                                                           |
|                 | Polyopeus                                                                                 |
|                 |                                                                                           |
|                 | Sclerophomella                                                                            |
|                 |                                                                                           |
|                 | Coniothyrinula                                                                            |
|                 |                                                                                           |
|                 | Chlamydosporium                                                                           |
|                 |                                                                                           |
|                 | Didymolepta                                                                               |
|                 |                                                                                           |
|                 | Pleoseptum                                                                                |
|                 |                                                                                           |
|                 | Parahendersonia dasylirii                                                                 |
|                 |                                                                                           |
|                 | Parahendersonia trachycarpa                                                               |
|                 |                                                                                           |

|  | Parahendersonia dasylirii   |
|  |                             |
|  | Parahendersonia trachycarpa |
|  |                             |